# Maximilian Alram
Maximilian Alram (* um 1674 in Loitzhausen bei Marquartstein im Chiemgau; † 1739 in Straubing) war während des bayerischen Volksaufstandes 1705 Pfleger von Valley sowie kaufmännischer Hofkammerrat, Kriegskommissar von Straubing und Tabakunternehmer.

## Leben und Wirken
Christian Probst berichtet, dass sich der Pfleger der Tattenbachschen Grafschaft Valley bei Holzkirchen, Maximilian Alram, im Franziskanerkloster von Tölz mit den Aufständischen des Oberlandes traf. Um die Wende des Jahres 1707 auf 1708 hat Alram einen Bericht über seine Teilnahme am Volksaufstand verfasst.
Alram konnte nach der Niederschlagung des Aufstandes fliehen und wurde nach der Rückkehr des Kurfürsten Maximilian II. Emanuel 1715 Kriegskommissär von Straubing. Im Jahr 1727 beschloss der junge Kurfürst Karl Albrecht den Tabak wieder als Ertragsquelle zu nutzen, um die ererbte Schuldenlast zu schmälern. Alram war als Oberverweser für Carl Roman Meyern tätig. Aus dem Jahr 1729 sind mehrere Briefwechsel Alrams erhalten unter anderem mit der Firma Krochmann & Co in Nürnberg oder eine Supplik mit Joseph Meyernfeld an den Landesfürsten.

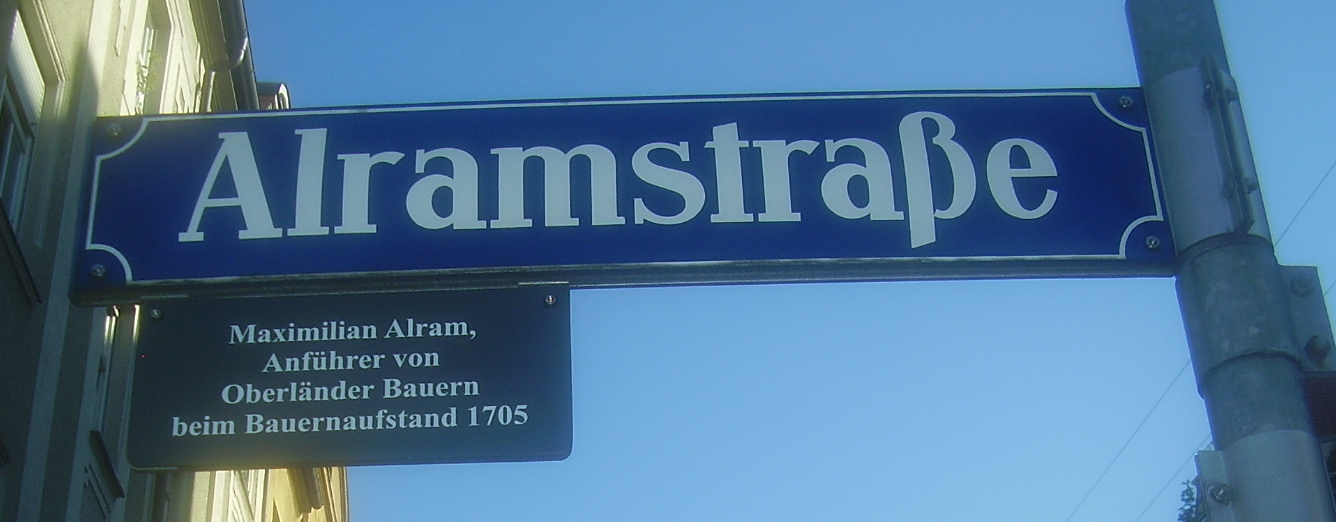
Alramstraße in München-Sendling

Im Münchner Stadtbezirk 6 Sendling wurde 1887 die Alramstraße nach ihm benannt.